# Wulgata klementyńska

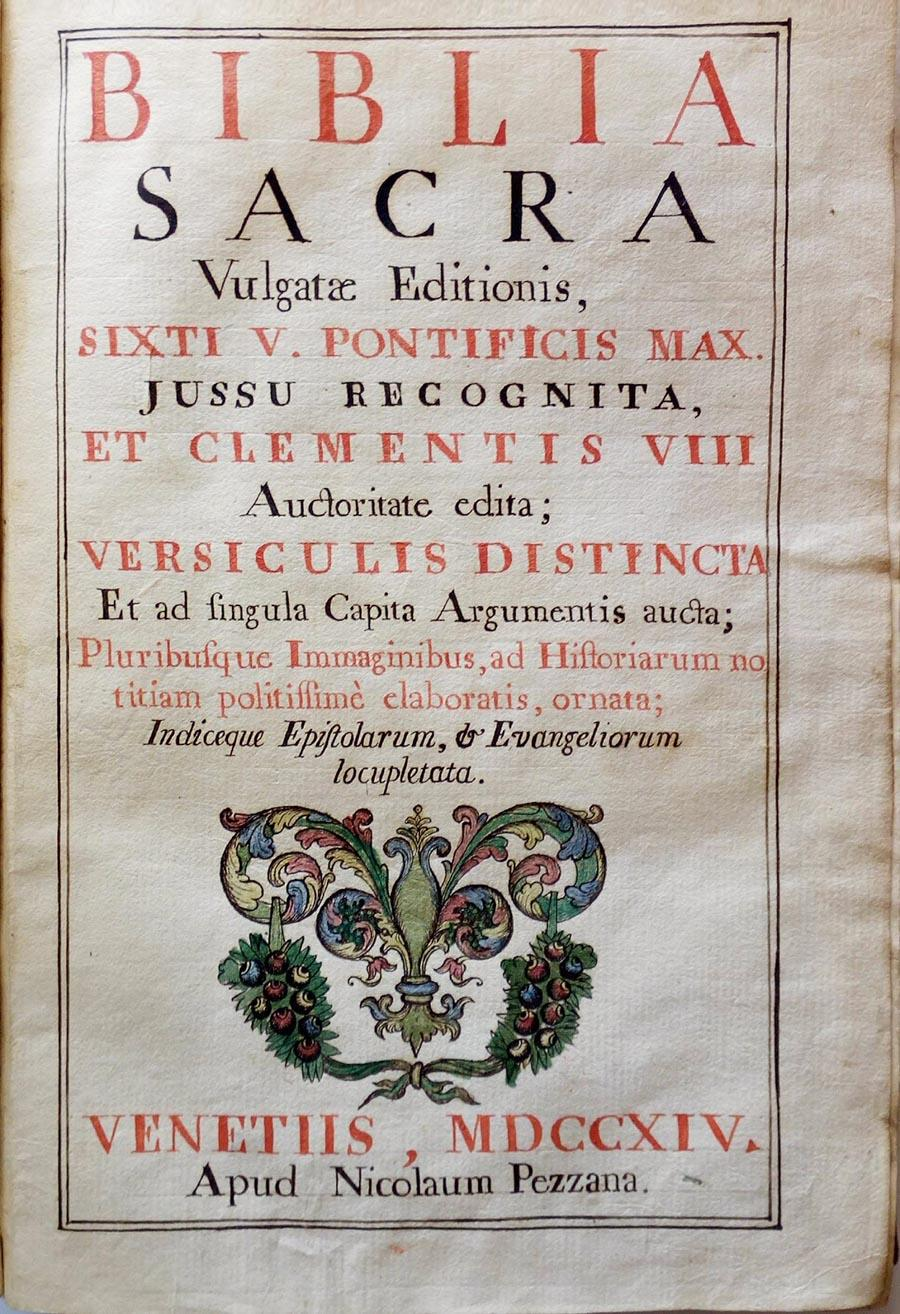
Wulgata klementyńska, wydanie z roku 1714

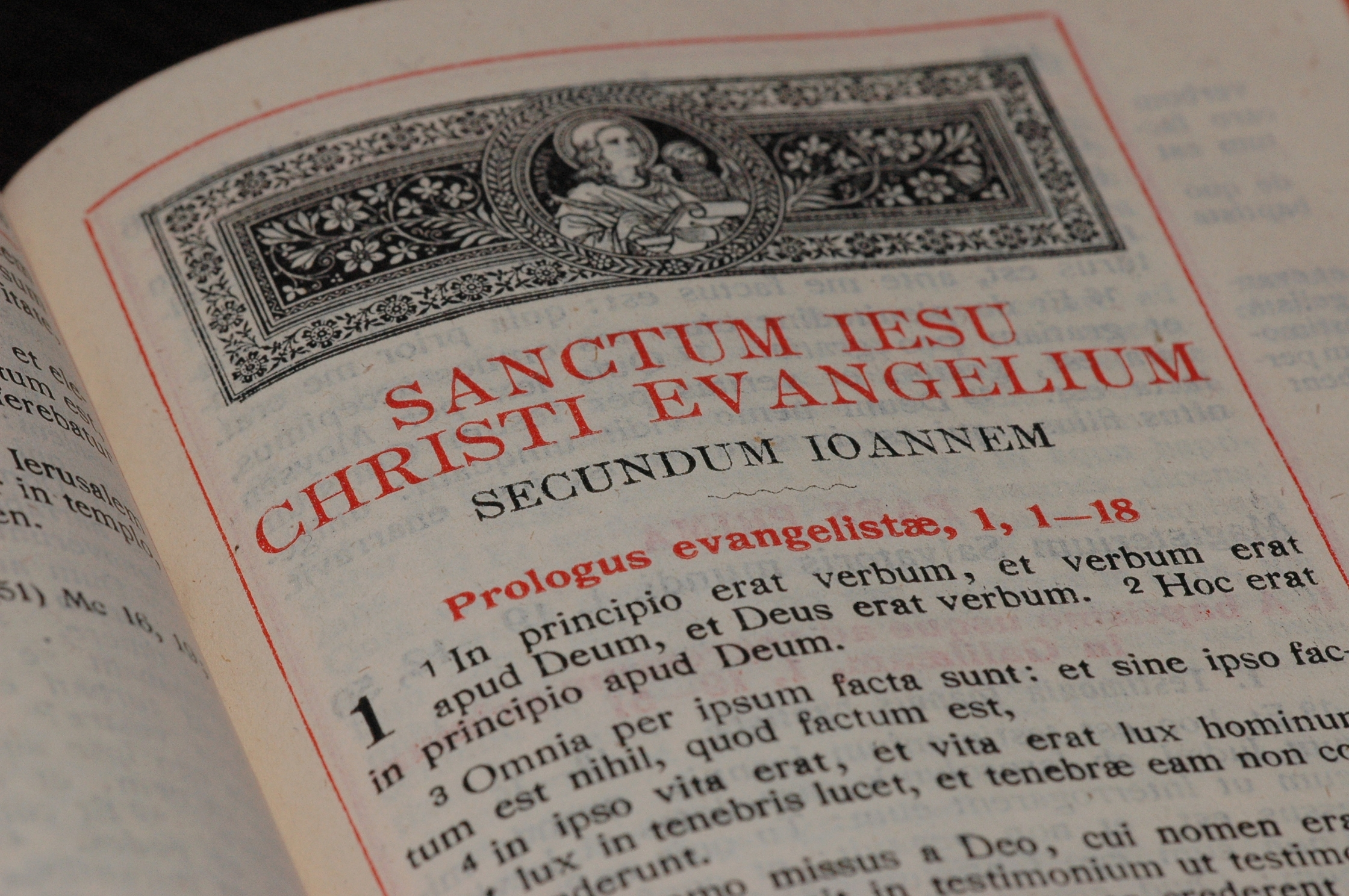
Prolog do Ewangelii Jana, Wulgata klementyńska, wydanie z 1922 r.

Wulgata klementyńska – wydanie Wulgaty z 1592 roku autoryzowane przez papieża Klemensa VIII; znana jest również jako Wulgata sykstoklementyńska. Do roku 2001 pełniła rolę oficjalnej Biblii w Kościele katolickim.

## Przygotowanie wydania
Gdy papieżem został Grzegorz XIV, jezuita Robert Bellarmin nakłonił go do powołania komisji w celu poprawienia Wulgaty sykstyńskiej. Nowa komisja pierwszą swoją sesję odbyła 7 lutego 1591 roku. W skład komisji wchodzili, m.in.: Franciscus Toletus, Augustinus Valerius, Federico Borromeo, Robert Bellarmin, Antonius Agellius, Petrus Morinus, Angelus Roccha i inni.
Wkrótce papieżem został Klemens VIII (od 30 stycznia 1592) i niemal natychmiast zaangażował się w przygotowanie nowego wydania. Zrewidowana Wulgata została oficjalnie wydana jeszcze tego samego roku wraz z dekretem IV sesji soboru trydenckiego De Canonis Scripturis i z bullą Cum sacrorum Bibliorum (9 XI 1592) i jest znana jako Wulgata klementyńska. Wedle bulli jest to standardowy tekst dla Kościoła katolickiego, każde kolejne wydanie winno być z nim uzgodnione. Żadne słowo w tekście nie może być zmienione, nawet warianty zamieszczone na marginesie. Wulgata została wydana pod imieniem Sykstusa i opatrzona została przedmową Bellarmina, z wyjaśnieniem że nowa edycja jest rezultatem błędów zawartych w poprzednim wydaniu, oraz że sam Sykstus zamierzał je poprawić. Ponieważ jednak w dalszym ciągu zawierała nieco błędów, była jeszcze poprawiana dwukrotnie (1593, 1598). Dopiero wydanie z 1604 roku zostało nazwane imieniem Clementina.
Wulgata klementyńska zawierała w Appendiksie dodatkowe księgi: Modlitwa Manassesa, 3 Ezdrasza i 4 Ezdrasza. Zawiera Psałterz Gallikański, tak jak większość wczesnych edycji Wulgaty.
Wulgata klementyńska, pomimo iż miała się opierać na wydaniu z Lovain z (1583), prezentuje typ tekstu bliski dla wydania Henteniusza (1547). Zawiera Dz 15,34, w 1 Tes 2,7 zawiera wariant lenes wspierany przez greckie rękopisy, ale niemający oparcia w łacińskiej tradycji tekstualnej, a w 1 Jana 5,7 zawiera Comma Johanneum.
Wulgata klementyńska była bliższa dla tekstu bizantyjskiego, zawiera też wiele wariantów nie znajdujących oparcia w rękopisach greckich .

## Różnice względem Wulgaty sykstyńskiej

Wydanie z roku 1618

Thomas James, bibliotekarz z Bodleian Library sporządził w 1600 roku listę 2000 miejsc, w których miały zachodzić sprzeczności pomiędzy wydaniem klementyńskim a sykstyńskim. Protestanci używali tego jako argumentu przeciwko nieomylności papieskiej. W 1710 roku Henry de Bukentop sporządził podobną listę różnic zachodzących pomiędzy obu wydaniami. Strona katolicka broniła, że są to korekty błędów drukarskich. Lucas Brugensis twierdził, że tylko w 400 miejscach wydanie klementyńskie może być traktowane jako korekta wydania sykstyńskiego.
Carlo Vercellone obliczył, że Wulgata klementyńska różniła się od sykstyńskiej w 3000 miejscach . Według Metzgera różniła się od sykstyńskiej w około 4900 miejscach, według Alanda w około 5000 miejscach.
|                   | Wulgata sykstyńska    | Wulgata klementyńska |
| ----------------- | --------------------- | -------------------- |
| Księga Rodzaju 18 |                       |                      |
| 18,2              | tabernaculi sui       | tabernaculi          |
| 18,2              | in terra              | in terram            |
| 18,4              | laventur pedes vestri | lavate pedes vestros |
| 18,5              | confortetur           | confortate           |
| 18,5              | loquuntus             | locutus              |
| 18,2              | Gomorrhaeorum         | Gomorrhae            |
| 18,28             | quia                  | propter              |
| Księga Wyjścia 2  |                       |                      |
| 11,14             | constituit te         | te constituit        |
| 11,16             | venerant              | venerunt             |
| 11,22             | et eripuit            | eripunt              |
| 11,25             | liberavit             | cognovit             |

## Rola w Kościele i znaczenie
Wiele przekładów Biblii było przekładanych, albo uzgadnianych z Wulgatą klementyńską. Polska Biblia Jakuba Wujka przełożona została na podstawie Wulgaty lowańskiej, później została poprawiona w oparciu o Wulgatę klementyńską .
Douai-Rheims, katolicki przekład Biblii z Wulgaty na język angielski został opublikowany jeszcze w 1582 roku przed ukazaniem się autoryzowanych wydań Wulgaty. W wydaniu z roku 1609-1610 Thomas Worthington informował, że wydanie zostało uzgodnione z najlepszym wydaniem łacińskiej Wulgaty. Confraternity Edition, przekład dokonany w latach 1936-1969, opierał się początkowo na Wulgacie klementyńskiej, jednak Pius XII w encyklice Divino afflante spiritu (1943) nakazał, by oprzeć się na oryginalnym tekście.
Błędy Wulgaty klementyńskiej były wskazywane przez takich krytyków tekstu jak: Richard Bentley, John Wordsworth, Henry Julian White, Samuel Berger, Peter Corssen. W Kościele katolickim była podstawowym tekstem, aż do opracowania Neowulgaty. W 2001 roku Kongregacja ds. Kultu Bożego i Dyscypliny Sakramentów w instrukcji Liturgiam authenticam ogłosiła, że Nova Vulgata jest oficjalną Biblią Kościoła katolickiego.
Cytowana jest we wszystkich wydaniach krytycznych i oznaczana jest dzisiaj przez siglum vgcl.